# NM-79
 (septembre 2018).
Si vous disposez d'ouvrages ou d'articles de référence ou si vous connaissez des sites web de qualité traitant du thème abordé ici, merci de compléter l'article en donnant les références utiles à sa vérifiabilité et en les liant à la section « Notes et références ».
Le NM-79 (Neumático Mexicano 1979) est un matériel roulant sur pneumatiques utilisé dans le métro de Mexico sur les lignes 3, 6, 7, 8 et 9, pour un total de 58 rames. Il a aussi servi sur la ligne 4 en 1981.
Ces trains intègrent de nombreuses innovations, ce furent les premiers à posséder des grilles et des ventilateurs électriques, étant donné la chaleur ressentie par les passagers à l'intérieur des rames. Il fut également décidé que les rames NM-79 intègrent le pilote automatique, après l'accident survenu à la station Viaducto en 1975. Le design intérieur, consistant en un intérieur jaune et des sièges verts, sera repris par le MP-82, mais pas par le NC-82 (qui a un intérieur blanc).